# Leptophis diplotropis
Leptophis diplotropis — вид змій родини вужеві (Colubridae). Вид є ендеміком Мексики, де зустрічається від північних штатів Чіуауа та Сонора до південного штату Оахака. Тіло сягає 80 см завдовжки.